# 權龍褒
權龍褒（？—？），《朝野僉載》記作權龍襄，秦州人，為武周及唐朝年間武將和詩人。歷任滄州刺史、瀛州刺史、容山府折衝、右金吾衛將軍、最高官至左武衛大將軍。權龍褒以創作平仄不對，粗淺直白，比喻不當，邏輯錯誤，強湊音韻的詩知名，為當時唐朝文壇所嘲諷，稱其詩風為「權龍褒體」，被後世視為作詩的反面教材。不過「權龍褒體」自成一家，真率自然，仍有詩人蓄意模仿其詩風作詩，包括晚唐的詩人鄭愚，說明權龍褒的詩風在某種程度上被接受，納入俗體詩一類。《全唐詩》收錄權龍褒詩五首，《全唐詩補編·續拾》收錄一首。

## 生平
權龍褒為人性情急躁，才疏學淺，卻沒有自知之明，經常自誇能寫詩，卻完全不懂音韻。權龍褒不知忌日規矩，問下屬，下屬回答：「父母逝世的那一日，告假回家，獨坐房中不出門。」如是者在他父母忌日，權龍褒於房中獨坐之際，一隻黑犬闖入房中，權龍褒大怒，道：「忌日被破壞了！」遂重寫書札，改為明天再作忌日。談論的人莫不被此惹得大笑。
武周萬歲通天年間，權龍褒初任滄州刺史，詩興大發，作一首《初到滄州呈州官》，向下屬展示，下屬評道：「你真是超群的才華。」權龍褒卻老實回答：「不敢，強湊音韻而已。」後來權龍褒又作一首《秋日述懷》，這一回，他的下屬完全看不明白詩的內容，權龍褒解釋道：「紙鷂在檐前飛旋，值七百文錢。洗過的衫掛在園中，曬乾後潔白如雪。飽飯後，就在房裡側臥。家中糞便，必招惹許多野外的屎殼郎。」人們聽聞此事後，每每在背後嘲笑。
唐中宗李顯為太子時，設宴與群臣共歡，時為夏日，來賓皆以夏日為題材賦詩。權龍褒自薦一詩，有「嚴雪白皓皓，明月赤團團。」句，有人問：「這是夏景來的嗎？」權龍褒答道：「強湊音韻而已。」李顯聞之，忍不住下筆譏諷：「來自秦州的才子龍褒。白日明月照，夏天嚴雪起。如此的詩章，強湊音韻而已。」
權龍褒改任瀛州刺史，轄下高陽縣、博野縣發生管轄權糾紛，兩縣皆上呈各自的理據，權龍褒判道：「兩縣的爭地糾紛，非本州府的權限之內，兩地既然是縣級地區，請按有關規定到特定機構處理。」然後寫上自己的名字。他的下屬提醒他，按近來的規定他不必署名，權龍褒道：「我不明白，若不署名，誰知道我是哪家的浪驢呀！」新年時，權龍褒的朋友自京寄信給他，上有句：「改年多感觸，想你有同樣感受。」於是他召集官員，說：「有詔改年號為多感元年。」把信展示眾人，眾人望之哄堂大笑，權龍褒羞得推責敕書遲遲不到才犯錯。
權龍褒因與張易之有親戚關係，被牽連而貶去嶺南作容山府折衝，但很快在神龍年間擢升為右金吾衛將軍，他作兩詩回贈唐中宗，是為《神龍中自容山追入上詩》和《嶺南歸後獻詩》，唐中宗看後不禁莞爾。每逢唐中宗和學士賦詩，權龍褒都會自薦他的詩，唐中宗遂戲稱他為「權學士」。權龍褒景龍年間累升為左武衛大將軍，何年逝世未載。

## 評價
權龍褒身為武將而才力不及，詩作劣拙，但也真率自然，留存下來的詩有六首之多。這一切都是反映唐朝眾人皆詩的社會風氣，亦是提升社會地位的方法，所以使到身為武將的權龍褒也興起作詩，附庸風雅。權龍褒其詩一直被後世詩家咎病，視為反面教材，例如《喜雨》中形容的全是久旱無雨之景，與題目自相矛盾。歷代詩家大多不承認權龍褒為詩人身份。明朝王世貞在《藝苑卮言》中批評權龍褒詩只有掩嘴而笑的份。《太平廣記》將權龍褒列入〈嗤鄙〉類目，胡震亨編纂的《唐音統籤》將之列入〈諧謔〉類目。而清朝的季振宜更乾脆，編纂自己的版本的《全唐詩》時，直接把權龍褒的記錄刪除。不過也非全無欣賞者，胡震亨閱過《嶺南歸後獻詩》後，評：「他其實都懂韻律。」明末清初詩人錢謙益在詩作《病榻消寒雜咏·其四十》之中，形容自己年老，腦筋不靈活，連才華也跟權龍褒並排了。
權龍褒的詩風也被稱為「權龍褒體」，有詩人刻意模仿其詩風，例如鄭愚所作的《擬權龍褒體贈鄠縣李令及寄朝右》，詩中的嘲弄之意，令李令終至辭官。